# El vagamundo
El vagamundo fue un programa de televisión de la Radio y Televisión de Andalucía (RTVA) presentado y dirigido por Jesús Quintero desde el año 1999 hasta 2002.

## Historia
El programa, que fue emitido en Canal 2 Andalucía, se basaba en la entrevista. No contaba con una estructura fija, sino con diversas secciones o modelos de entrevistas. Se podría decir que el programa realizaba una clasificación de los invitados dentro de diversos grupos: grandes figuras que pasasen por Andalucía, líderes sociales y culturales del momento, o aquellos personajes anónimos que tienen cosas interesantes que contar, como El Risitas. También contaba con otras secciones como entrevistas realizadas a personajes relevantes de América Latina, pequeños debates con humoristas y «Entrevistas con el más allá», en las que el entrevistado era un personaje que ya había fallecido, pero del que se poseía una grabación de años anteriores.
El programa fue galardonado con el prestigioso Premio Ondas que otorga Ràdio Barcelona de la Cadena SER, dentro de la modalidad de televisión como «programa más innovador» de 2001. El programa no desapareció, sino que evolucionó a otro programa, Ratones coloraos, en el cual Quintero quería abarcar más campos e incorporar una serie de novedades.
Asimismo un vagamundo es la persona que recorre países y lugares, que siempre anda de viaje
- Datos: Q5823647